# Ginetta G60-LT-P1
La Ginetta G60-LT-P1 è una vettura da competizione prodotta dall'omonima casa inglese. Si tratta di un prototipo non ibrido appartenente alla classe LMP1.

## Storia

### Mondiale Endurance 2018-2019
Sul finire del 2017 Ginetta annunciò la partecipazione al campionato del mondo endurance 2018-2019 con due vetture, in seguito ad un accordo con il team Manor e Talent Racing Sport le auto vennero iscritte come team CEFC TRSM. La vettura fu presentata a pubblico e stampa nel gennaio del 2018, il debutto in pista invece, previsto per il primo appuntamento stagionale sul circuito belga di Spa, fu molto travagliato per le vetture inglesi che non riuscirono a partecipare alla gara. Durante il secondo appuntamento stagionale, la 24 ore di Le Mans, le auto mostrarono dei passi avanti già a partire dai test, in cui riuscirono a girare senza gravi problemi. Tuttavia, dal punto di vista cronometrico, le prestazioni non furono all'altezza delle vetture rivali, le Ginetta risultarono infatti le LMP1 più lente, con la numero 5 che si qualificò addirittura alle spalle di alcune LMP2. La gara si rivelò piuttosto complicata con la vettura numero 6 che si ritirò dopo nove ore di gara e la numero 5 che concluse penultima. Successivamente si decise di cambiare il fornitore del motore, passando da Mecachrome ad AER, questa scelta obbligò il team a saltare la terza gara della stagione, la 6 ore di Silverstone. Tuttavia in seguito a problemi economici, che portarono il team Manor ad abbandonare il programma, le vetture inglesi non furono più schierate in nessuna delle tappe della stagione 2018-2019, che si concluse quindi con la sola apparizione a Le Mans.

### Mondiale Endurance 2019-2020
Per la stagione 2019-2020 Ginetta decise di iscrivere inizialmente le proprie vetture sotto l'insegna del team della casa, il Team LNT, con l'obbiettivo di trovare un compratore per il resto della stagione. Durante i test pre-stagionali, svolti sul circuito di Barcellona, si sono alternati al volante dei due prototipi i piloti: Guy Smith, Luca Ghiotto, Stéphane Sarrazin, Egor Orudzhev, Mathias Beche, Stéphane Richelmi e i due collaudatori Mike Simpson e Charlie Robertson. Le vetture si sono mostrate molto più competitive rispetto alla stagione precedente e i piloti si sono espressi positivamente. Il debutto stagionale è avvenuto alla 4 ore di Silverstone, con gli equipaggi formati da Egor Orudzhev, Ben Hanley e Charlie Robertson per la vettura numero 5, e da Guy Smith, Mike Simpson e Oliver Jarvis per la numero 6. La gara si è conclusa con un quarto posto per la vettura numero 5, mentre la 6 ha concluso penultima in seguito ad alcuni problemi di fissaggio alla ruota posteriore destra. Il secondo appuntamento stagionale, la 6 ore del Fuji, ha visto il debutto di Luca Ghiotto, per l'occasione in equipaggio con Egor Orudzhev e Ben Hanley sulla numero 5. Alla guida della vettura gemella si sono invece alternati Charlie Robertson, Mike Simpson e Guy Smith. Le due auto hanno concluso rispettivamente undicesima e nona la gara sul circuito giapponese. Alla successiva gara, la 4 ore di Shanghai, Jordan King ha sostituito Luca Ghiotto alla guida delle vettura numero 5, mentre sulla vettura numero 6 è stato confermato interamente l'equipaggio della gara precedente. Le vetture inglesi non sono mai state in lotta per la vittoria e hanno concluso rispettivamente quarta, ad un giro di distanza dalla vincitrice Rebellion, e quinta a due giri.